# Avatime
Le avatime, aussi appelé afatime, sideme ou sia, est une langue nigéro-congolaise du groupe kwa, parlée dans l’est du Ghana, dans la région de la Volta. 

## Écriture
| majuscules | A | B | D | Ɖ | E | Ɛ  | F  | Ƒ  | G  | H  | X  | I  |
| minuscules | a | b | d | ɖ | e | ɛ  | f  | ƒ  | g  | h  | x  | i  |
| majuscules | K | L | M | N | Ŋ | O  | Ɔ  | P  | R  | S  | T  | U  |
| minuscules | k | l | m | n | ŋ | o  | ɔ  | p  | r  | s  | t  | u  |
| majuscules | V | Ʋ | W | Y | Z | DZ | GB | GY | KP | KY | NY | TS |
| minuscules | v | ʋ | w | y | z | dz | gb | gy | kp | ky | ny | ts |

## Prononciation
|           | Bilabiale | Bilabiale | Labio- dentale | Labio- dentale | Alvéolaire  | Alvéolaire  | Rétroflexe | Rétroflexe | Palatale    | Palatale    | Vélaire | Vélaire   | Labio- vélaire | Labio- vélaire |
| --------- | --------- | --------- | -------------- | -------------- | ----------- | ----------- | ---------- | ---------- | ----------- | ----------- | ------- | --------- | -------------- | -------------- |
| Occlusive | p         | b         |                |                | t           |             |            | /ɖ/ ‹ d ›  |             |             | k       | ɡ         | /k͡p/ ‹ kp ›    | /ɡ͡b/ ‹ gb ›    |
| Fricative | /ɸ/ ‹ ƒ › | /β/ ‹ ʋ › | f              | v              | s           | z           |            |            |             |             | x       | /ɣ/ ‹ h › | /xʷ/ ‹ xw ›    | /ɣʷ/ ‹ hw ›    |
| Affriquée |           |           |                |                | /t͡s/ ‹ ts › | /d͡z/ ‹ dz › |            |            | /t͡ʃ/ ‹ ky › | /d͡ʒ/ ‹ gy › |         |           |                |                |
| Nasale    |           | m         |                |                |             | n           |            |            |             | /ɲ/ ‹ ny ›  |         | ŋ         |                | /ŋʷ/ ‹ ŋw ›    |
| Spirante  |           | w         |                |                |             | l/r         |            |            |             | /j/ ‹ y ›   |         |           |                |                |

|         | Antérieure | Antérieure | Centrale | Postérieure | Postérieure |
|         | + ATR      | - ATR      | - ATR    | + ATR       | - ATR       |
| ------- | ---------- | ---------- | -------- | ----------- | ----------- |
| Fermée  | i          | /ɪ/ ‹ i ›  |          | u           | /ʊ/ ‹ i ›   |
| Moyenne | e          | ɛ          |          | o           | ɔ           |
| Ouverte |            |            | a        |             |             |